# Château Guadet
Le château Guadet est un vignoble de Saint-Émilion dans le Bordelais.

## Localisation
Ce vignoble est situé sur le haut plateau calcaire de "Saint-Émilion" à 50 mètres des portes de la Ville.

## Histoire

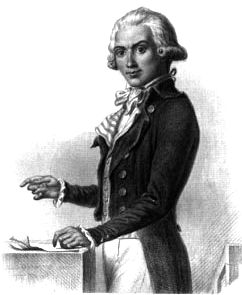
Élie Guadet

Son nom vient de la famille Guadet : Élie Guadet, natif de Saint-Émilion, est un avocat et député girondin qui se rend célèbre pendant la Révolution Française comme un des chefs des Girondins. Caché avec ses compagnons dans les  caves qui courent sous la propriété, il figure parmi les premiers nommés sur la liste de proscription de Marat. Il est guillotiné le 1er messidor (19 juin 1794),  à  l'âge de 35 ans. La rue principale de Saint-Émilion, où est située la propriété, porte son nom. Son effigie se trouve sur l'étiquette et perpétue ainsi sa mémoire.
Aujourd'hui, Guy Pétrus Lignac, petit neveu de Marie-Louise Loubat, fondatrice du célèbre Pétrus, gère le vignoble. Le château Guadet Saint-Julien appartient à la famille depuis 1844.
Le vignoble, situé à la porte de Saint-Émilion, nommée « Porte Bourgeoise », est conduit par Guy Pétrus Lignac.
Ce petit vignoble combine la technologie moderne et le savoir-faire ancestral avec le concours de Stéphane Derenoncourt et de son équipe sous la direction de Guy Petrus qui travaille au maintien de la renommée du vignoble.[passage promotionnel]
Le vignoble change de nom en 2005 et s’appelle désormais château Guadet.

## Le vignoble
Situé à 50 mètres de l'entrée nord du village, le vignoble se compose de 75 % de merlot et 25 % de cabernet franc, pour une superficie de 5ha50.  Il repose sur des sols peu profonds à dominante argilo-sablonneuse sur le plateau calcaire de Saint-Emilion.

## Les médailles
- Médaille d'or à l'exposition universelle de Paris en 1867
- Vainqueur de la 1re coupe des grands crus classés de Saint-Émilion 1988 en battant en finale "château Canon La Gaffelière" avec les millésimes 1982, 1983 et 1985
- Médaille d'or au Mondial du vin de Bruxelles en 2008 avec le millésime 2003
- Médaille d'argent au Mondial du vin de Bruxelles en 2009 avec le millésime 1998